# Nikolai Pawlowitsch Rajew

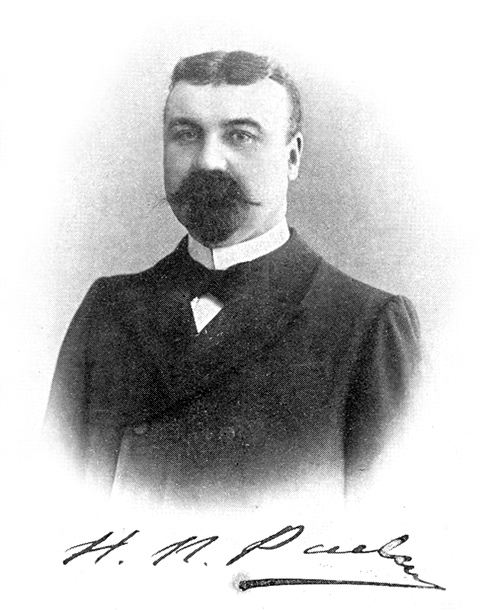
Nikolai Pawlowitsch Rajew

Nikolai Pawlowitsch Rajew (russisch Николай Павлович Раев; * 18. Oktoberjul. / 30. Oktober 1855greg. in Nischni Nowgorod; † 26. Februar 1919 in Armawir) war ein russischer Ministerialbeamter und Bildungspolitiker.

## Leben
Rajew war der Sohn des Priesters Pawel Iwanowitsch Rajew, der 1861 Mönch und 1892 Metropolit von St. Petersburg und Ladoga und Erstes Mitglied des Heiligen Synods wurde. Nach dem Besuch des Gymnasiums studierte Rajew in den Spezialklassen des Moskauer Lasarew-Instituts für Orientalische Sprachen mit Abschluss 1878.
Im Januar 1879 wurde Rajew als Gouvernementssekretär (12. Rangklasse) im Moskauer Kontor der Verwaltung des Kaiserlichen Grundbesitzes angestellt. Im September 1894 wurde er Beamter für besondere Aufträge beim Volksbildungsminister in St. Petersburg. Im Januar 1896 erhielt er den Rang eines Wirklichen Staatsrats (4. Rangklasse). Nach der Russischen Revolution 1905 wurde er im Oktober 1905 in den Rat des Volksbildungsministers berufen.
Im Dezember 1905 wurden auf Rajews Initiative die privaten Höheren Kurse für Frauen gegründet, die offiziell Historisch-Literarische und Juristische Kurse für Frauen hießen. Ab 1906 wurden diese Kurse St. Petersburger Freie Frauenuniversität genannt. Dort lehrten Michail Wladimirowitsch Bernazki, Wladimir Dmitrijewitsch Kusmin-Karawajew, Nikolai Onufrijewitsch Losski, Iwan Christoforowitsch Oserow, Leon Petrażycki, Michail Andrejewitsch Reissner, Sergei Wassiljewitsch Roschdestwenski, Sergei Michailowitsch Seredonin, Peter Struve, Michael von Taube und Simon Ljudwigowitsch Frank. Hörerinnen jüdischen Glaubens mussten das Aufenthaltsrecht für St. Petersburg vorweisen. 1913 erhielten alle Absolventinnen das Recht wie die Universitätsabsolventen, in den höheren Klassen der Mädchengymnasien zu unterrichten. Rajew blieb Direktor dieser Frauenuniversität bis August 1916. Die Frauenuniversität bestand bis zur Oktoberrevolution.
Als im August 1916 der Ober-Prokurator des Heiligen Synods Alexander Nikolajewitsch Wolschin auf Veranlassung Kaiserin Alexandra Fjodorownas mit Berufung in den Staatsrat sein Amt verlor, wurde Rajew durch Ukas des Regierenden Senats Ober-Prokuror des Heiligen Synods. Rajew war mit  Grigori Jefimowitsch Rasputin bekannt, hatte ihn besucht und galt als Anhänger Rasputins. Im September 1916 wurde Fürst Nikolai Dawidowitsch Schewachow zum Vize-Ober-Prokuror ernannt, der ebenfalls als Rasputinist bekannt war. Während Rajews Amtszeit kam es zu zwei skandalösen Scheidungsfällen. Nachdem das St. Petersburger Konsistorium die Scheidungen abgelehnt hatte, genehmigte das Heilige Synod die Scheidungen wegen Ehebruchs der Ehefrauen, die nun eine Zeit lang nicht wieder heiraten durften. Die eine Betroffene war die Schauspielerin Lydia Yavorskaya. Die beiden Ehefrauen legten Beschwerde ein wegen Verletzung der Verfahrensregeln durch Rajew.
Während der Februarrevolution 1917 schlug Schewachow und dann auch Rajew dem Heiligen Synod die öffentliche Verurteilung der revolutionären Bewegung vor, dem aber der Heilige Synod nicht folgte. Nach dem Ende der Monarchie im März 1917 wurden Rajew und Schewachow entlassen. Rajews Nachfolger war der Ober-Prokuror Wladimir Nikolajewitsch Lwow. Rajew wurde von der Außerordentlichen Untersuchungskommission der Provisorischen Regierung verhört, aber nicht verhaftet. Im laufenden Beschwerdeverfahren der beiden Scheidungsfälle wurde unter der Provisorischen Regierung gegen Rajew weiter ermittelt, der sich in den Kaukasus absetzte. Die Oktoberrevolution führte zur Auflösung der Ermittlungsbehörde der Provisorischen Regierung. Im Russischen Bürgerkrieg hielt sich Rajew im Nordkaukasus in dem von der Weißen Armee beherrschten Gebiet auf. Er lebte beim bisherigen Petrograder Metropoliten Pitirim.

## Ehrungen
- Russischer Orden der Heiligen Anna II. Klasse (1898), I. Klasse (1908)
- Orden des Heiligen Wladimir III. Klasse (1901), II. Klasse (1915)
- Sankt-Stanislaus-Orden I. Klasse (1904)